# Hyndlulióð
Das Hyndlalied (Hyndlulióð) ist das sechzehnte und letzte der Götterlieder der Älteren Edda und ist in einer einzigen Überlieferung in der Flateyjarbók (auch als GkS 1005 fol. oder Codex Flatöiensis bekannt) erhalten, einer isländischen Handschrift, die zwischen 1387 und 1394 entstand.
Das Gedicht selbst besteht aus 50 Strophen zu je acht Zeilen, die bis auf einige wenige vollständig sind. Im Hyndlalied selbst ist in den Strophen 28 bis 41 die sogenannte Völuspá in skamma die kleinere Völuspá, eine Prophezeiung zum Weltuntergang Ragnarök, eingeschoben.
Im Text sucht die Göttin Freya die Riesin Hyndla auf. Sie reitet dabei auf ihrem Eber Hildisvini, der sich jedoch als der verwandelte Mensch Ottarr entpuppt, ihr Liebhaber. Dieser befindet sich in einem Erbstreit mit einem nicht näher beschriebenen Angantyr und benötigt dafür Wissen um seine Abstammung. Obwohl die Riesin durchschaut, dass der Eber Ottarr ist, beginnt sie mit der Aufzählung seiner Ahnenreihe. Als die Göttin im Anschluss an diese Erzählung außerdem versucht, Hyndla zu überreden, Ottarr einen Trank zu verabreichen, der es ihm erleichtern soll, das Gehörte zu behalten, weigert sich Hyndla. Daraufhin droht Freya ihr an, sie mit einem Zauber zu belegen, der in ihr unstillbares Verlangen nach körperlicher Liebe entfachen werde. So gibt Hyndla nach, spricht aber ihrerseits einen Fluch über den Trank für Ottarr aus, den Freya vereitelt.